# Flory Anstadt

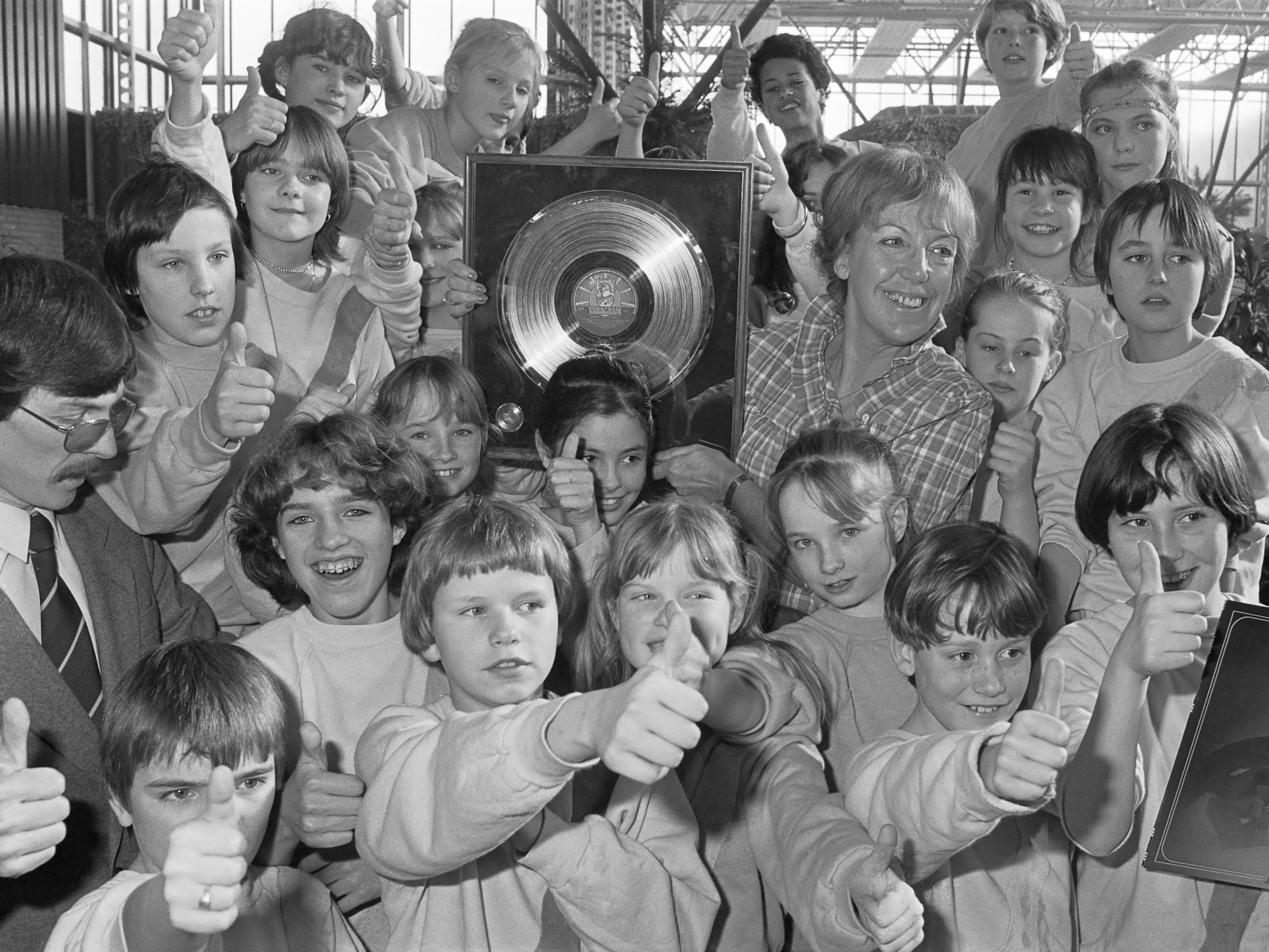
Flory Anstadt en leden van het kinderkoor bij een platina plaat uitreiking (1982)

Flory Anstadt, geboren als Florentine ten Camp (Amsterdam, 7 december 1928 – Laren, 21 oktober 2024) was een Nederlands programmamaakster en televisieregisseuse.

## Biografie
Anstadt werd geboren als Flory ten Camp en groeide op in een onderwijzersgezin. Zowel haar opa, moeder als zus stonden voor de klas. In 1955 ging ze als scriptgirl werken bij de VARA. Ze werkte toen samen met Kees van Iersel en Willy van Hemert. Haar eerste serie die ze schreef was de televisiedrama Koning Oidipoes. Acht jaar later stapte ze over naar de documentaireafdeling van de omroep waarvoor ze onder meer het tv-programma En een zoen voor de juffrouw maakte. Ze maakte in 1963 het tv-programma Vrouwelijkheden dat werd gepresenteerd door Joop van Tijn. In de jaren 70 bedacht ze de tv-kinderprogramma's Roffel met Leoni Jansen en 't Spant erom met Piet Römer en Willem Nijholt. Grote bekendheid kreeg ze in de jaren 80 in Nederland met het tv-programma Kinderen voor Kinderen. In 1981 won zij hiervoor een Edison en in 1982 de Gouden Harp. Anstadt stopte in 1987 met haar werk bij de VARA. Ze maakte in 1988 echter nog een tv-programma, genaamd Vooruit met de geit, dat werd opgenomen in het Dierenpark Emmen. 
Anstadt overleed op 21 oktober 2024 op 95-jarige leeftijd in het Rosa Spier Huis in Laren.

## Televisieprogramma's
- Koning Oidipoes (1955)
- Drie Stuivers Opera (1960)
- Vrouwelijkheden (1963-1967)
- Haar Hem (1967-1968)
- Zelf uw kind zwemmen leren (1971-1973)
- En een zoen voor de juffrouw (1972)
- 't Spant erom (1975-1981)
- Roffel (1982-1983)
- Kinderen voor Kinderen (1980-1986)
- Vooruit met de geit (1988)

## Privé
Ze was van 1959 tot 1970 getrouwd met Milo Anstadt en kreeg samen met hem een dochter. Anstadt was haar huwelijksnaam.